# Arctostaphylos nissenana
Arctostaphylos nissenana là một loài thực vật có hoa trong họ Thạch nam. Loài này được Merriam mô tả khoa học đầu tiên năm 1918.